# Francisco Fernández
Francisco Fernández (* 19. srpen 1975) je bývalý chilský fotbalista.

## Reprezentační kariéra
Francisco Fernández odehrál za chilský národní tým v roce 2000 celkem 2 reprezentační utkání.

## Statistiky
| Chile  | Chile  | Chile |
| Roky   | Zápasů | Gólů  |
| ------ | ------ | ----- |
| 2000   | 2      | 0     |
| Celkem | 2      | 0     |